# Phoradendron peruvianum
Phoradendron peruvianum là một loài thực vật có hoa trong họ Santalaceae. Loài này được Eichler miêu tả khoa học đầu tiên năm 1868.